# S. Shamsuddin
Shamsuddin bin Dalí, más conocido como S. Shamsuddin (1 de enero de 1929-4 de junio de 2013), fue un actor y comediante de Singapur, que apareció en películas malayas durante los años 1950 y 1960.

## Carrera
Un día, en 1948, se fue al Studio Malay Productions (MFP) en Jalan Ampas sólo para ver cómo funciona las filmaciones. Su visita resultó ser una suerte para él cuando se le dio la oportunidad de trabajar como extra en una película Chempaka dirigida por B. S. Rajhans. Pocos días después, buscó trabajo en el MFP y consiguió un trabajo como carpintero para sets de estudio y filmación. Mientras tanto, también trabajó como extra o bailarín en películas.

## Muerte
Tras varios años de mala salud, S. Shamsuddin murió a las 10:56 de la mañana del 4 de junio de 2013 a la edad de 84 años.